# 반포 디에이치 클래스트
반포 디에이치 클래스트는 대한민국 서울특별시 서초구 반포동에 건설될 예정이다. 반포주공1단지의 재건축은 자이 프레지던스나 디에이치 클래스트 중 하나가 지어질 예정이다. 27일 오후 3시 40분 종료 후 현대건설이 반포주공1단지 시공사로 선정되었다. 반포주공1단지의 철거가 완료되면 반포 디에이치 클래스트가 지어질 예정이다.

## 배경
22평~62평 3786가구로 지은 대단지로서 주공아파트가 강남과 더불어 대한민국을 "아파트공화국"으로 만드는데 큰 역할을 하였다. 또한 국내 최초로 복층 설계를 도입하여 6층이나 1,3,5층만 현관을 설치하였고 나머지 2,4,6층은 실내에 설치한 계단을 통하여 올라갈수 있다. 또한 지역난방시설도 설치한 최신형 아파트였다. 이후 반포주공아파트는 1단지에 이어 2단지와 3단지까지 건축하여 분양하였다. 1단지 이후에 지어졌던 반포주공 2단지와 3단지는 현재 재개발로 인하여 철거되었으나 1단지는 재개발을 기다리고 있는 실정이다. 서울시는 국내 최초의 주공아파트라는 점에서 반포주공아파트 1개동을 마을 박물관으로 조성한다는 계획을 밝혔다. 
1973년 대한주택공사(한국토지주택공사)에서 지었던 반포1주구, 2주구, 4주구가 전신으로 현재 주공아파트 48동 ~ 100동대까지 있으며 주변에 반포초등학교, 반포중학교가 있고 반포프라자와 한신아파트 및 한신종합상가 등의 교육기관과 상가, 아파트 등이 있다.  